# Étienne van Zuylen van Nyevelt
Pour les autres membres de la famille, voir Famille van Zuylen van Nievelt.

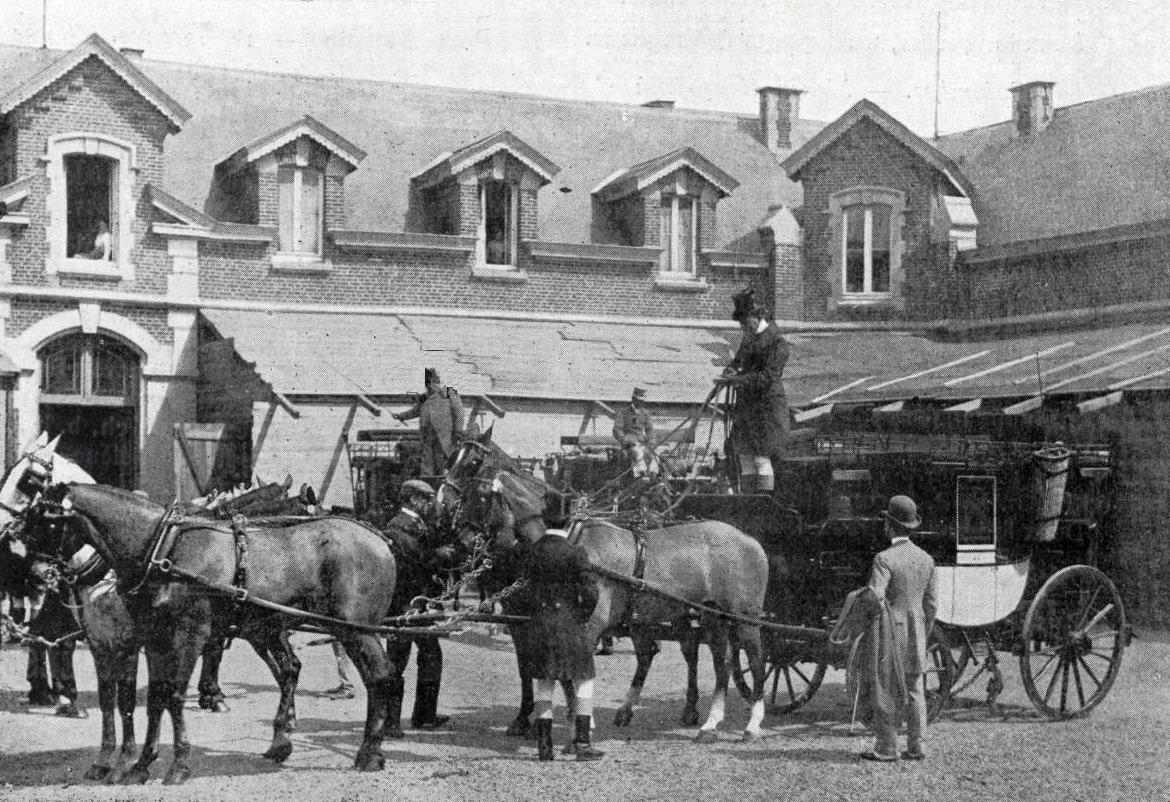
L'attelage d'apparat du baron en juillet 1898, au château royal d'Ardenne.

Le baron Étienne Gustave Frédéric van Zuylen van Nyevelt van de Haar, né le 16 octobre 1860 et mort le 8 mai 1934 à Nice, est un philanthrope et cavalier belge, importante personnalité du monde automobile. 

## Biographie
Fils d'un ancien ambassadeur des Pays-Bas en France, il est le petit-fils de Jean-Jacques van Zuylen van Nyevelt et de Gustave Visart de Bocarmé, l'époux de Hélène de Rothschild et le grand-père de Marie-Hélène de Rothschild.
Excellent cavalier, il possède au centre de Neuilly-sur-Seine des écuries pouvant accueillir jusqu'à une cinquantaine de chevaux.
En 1894, il fait la connaissance du comte Jules-Albert de Dion à Rouen, après la première course du nom.
Il fait reconstruire en 1892 le château de Haar; fonde en 1893 l'Œuvre d'assistance aux travailleurs français; organise en 1895 la première course Paris-Bordeaux-Paris. Il présidera de nombreuses autres courses automobiles par la suite.
Membre-fondateur de l'Automobile Club de France, il en est le premier président de 1895 à 1922 alors que René de Knyff se trouve à la tête de la commission sportive dès 1905, où il organise la coupe Gordon Bennett en France. Il devient également président de l'Association Internationale Automobile Clubs Reconnus (AIACR) durant 27 années entre 1904 et 1931 (l'ancêtre de la Fédération internationale de l'automobile, ou FIA).
En juillet 1896, il participe au meeting de Spa. Il concourt aux Jeux olympiques d'été de 1900.
Il est Président du conseil d'administration du journal L'Auto, de la Société d'électricité Nilmelior, de la Société des voitures Paris-Taxis, ainsi qu'administrateur de De Dion-Bouton. Il l'est aussi dès sa création en 1906 de l'Automobile Club de l'Ouest, à titre d'honneur, et de l'Association générale automobile, qu'il a fondé.
Il meurt à Nice où il passait l'hiver et où il avait fait construire la villa Paradiso en 1896. 
Son fils, Hélin van Zuylen de Nyevelt, meurt en 1912 dans un accident de voiture à l'âge de 24 ans.

## Honneurs
- Membre des Ordres de Léopold et de Georges III.
- Officier de l'ordre de Saint-Charles
- Président d'honneur du Comité de patronage de l'Automobile Club de Belgique.
- Membre d'honneur à vie de l'Automobile Club de Grande-Bretagne et d'Irlande.
- Membre d'honneur des Automobile Clubs d'Italie, de Suisse, d'Autriche, d'Allemagne, d'Espagne, de Hongrie, d'Europe centrale, de Roumanie, d'Amérique...

## Références

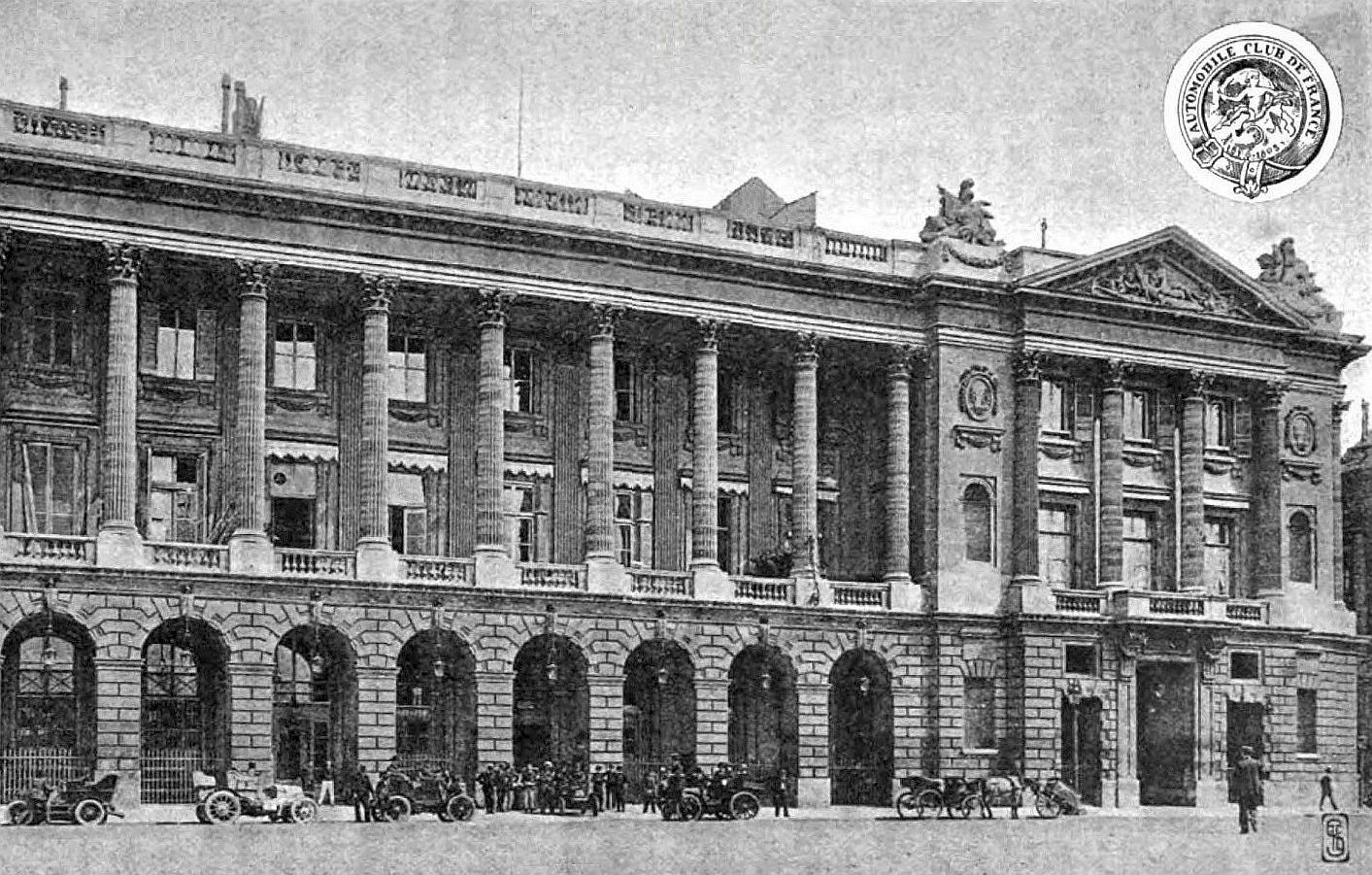
Façade de l'Automobile Club de France en 1900.